# Ossetas

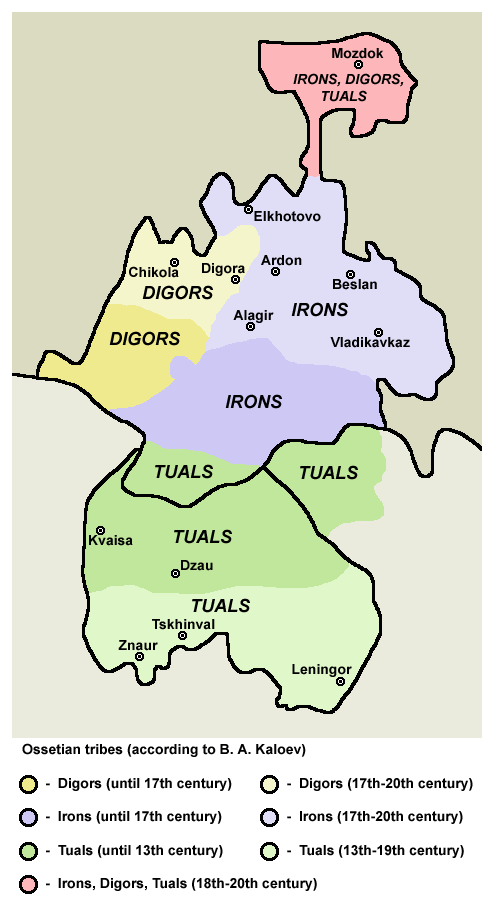

Os ossetas (em osseto ирæттæ, irættæ), também conhecidos como alanos, são um grupo étnico irânico, natural da Ossétia, região do Cáucaso. Os ossetas estão localizados, em sua maior parte, na Ossétia do Norte, situada na Rússia, e na Ossétia do Sul, que apesar de ter declarado sua independência permanece reconhecida internacionalmente como parte da Geórgia. Falam o osseto, um idioma indo-europeu da família irânica.

## Etimologia
O designação geográfica de origem russa "Ossétia", e o etnônimo correspondente, "osseta", vêm duma raiz georgiana. Os russos originalmente chamaram o povo de Jas, porém adotaram a designação georgiana no século XIV; no georgiano, a Alânia e os alanos são conhecidos como Osseti (ოსეთი) e Ossebi (ოსები), respectivamente. Já os próprios ossetas referem-se à sua nação como irættæ.

## História
Os ossetas descendem dos alanos, uma tribo sármata. Tornaram-se cristãos durante o início da Idade Média, por influência dos georgianos e dos bizantinos. No século VIII um reino alano já consolidado, chamado nas fontes contemporâneas de Alânia, surgiu no norte das montanhas do Cáucaso, na região das atuais Circássia e Ossétia do Norte. Em seu apogeu, a Alânia foi uma potência regional, com uma forte presença militar, e uma vasta riqueza obtida com a Rota da Seda.
Forçados de sua terra natal, ao sul do rio Don, durante a conquista mongol, cruzaram as montanhas rumo ao território do outro lado das cordilheiras do Cáucaso, onde formaram três entidades territoriais distintas:
- Digor, no Oeste, sofreu a influência dos cabardinos vizinhos, que introduziram o islamismo na região. Hoje em dia os dois principais distritos dos digor na Ossétia do Norte são o distrito de Digora (Digorskiy rayon), com Digora como capital, e o distrito de Iraf (Irafskiy rayon), com Chikola como capital. O distrito de Digora é cristão, enquanto partes do distrito de Iraf são muçulmanas. O dialeto falado nesta parte da Ossétia do Norte chama-se digoriano, e é a forma mais antiga do idioma osseta.
- Kudar, no Sul, na região de Ibéria Interior, no centro da Geórgia (em 1924 esta região passou a ser designada de Ossétia do Norte).
- Iron, que juntamente com Digor, no Norte, formou a Ossétia do Norte. O dialeto ironiano é a vertente mais jovem do osseto, e a forma mais utilizada para a escrita e como idioma literário.

Acredita-se que o pai de Josef Stalin, Vissarion Dzhugashvili, tenha sido um osseta (embora já assimilado à cultura georgiana).
Os ossetas participaram de diversos conflitos armados com seus vizinhos na sua história recente: entre 1918 e 1920 houve o primeiro conflito osseto-georgiano, no início da década de 1990 houve o segundo, e entre 1991 e 1992 houve o conflito osseto-inguchétio.

## Língua
O osseto se divide em dois principais ramos dialetais: o ironiano (Ирон), tanto na Ossétia do Norte como na Ossétia do Sul, e o digoriano (Дыгурон), na Ossétia do Norte. Ambos se dividem em diversos subdialetos, como o tualiano, o alaguiriano, o ksaniano, entre outros. O dialeto ironiano é o mais falado.
O osseto é classificado como um idioma irânico oriental, subgrupo do qual o único membro ainda existente é o yaghnobi, falando no Tajiquistão, a mais de 2.000 quilômetros a leste. Ambos são descendentes do dialeto cito-sármata que já foi falado por toda a Ásia Central.

## Religião
Hoje em dia a maioria dos ossetas, tanto na Ossétia do Norte quando na Ossétia do Sul, seguem o credo ortodoxo cristão. Historicamente, a região oriental de Digor sofreu a influência dos cabardinos, uma tribo circassiana vizinha, responsáveis pela introdução do islamismo no século XVII. Atualmente uma pequena minoria ainda professa o islamismo, na sua variante sunita.

## Distribuição geográfica
A maioria dos ossetas vive atualmente ao longo da parte central da cordilheira do Cáucaso Maior, nas duas Ossétias, com um número significante deles vivendo também na Geórgia central. As inúmeras guerras causaram um princípio de diáspora entre os ossetas, o que fez com que muitos vivam atualmente em países como a Turquia, Rússia, França, Suécia, Síria, Estados Unidos e Canadá.